# Municipio de Northampton (condado de Somerset)
El municipio de Northampton (en inglés: Northampton Township) es un municipio ubicado en el condado de Somerset en el estado estadounidense de Pensilvania. En el año 2000 tenía una población de 366 habitantes y una densidad poblacional de 4 personas por km².

## Geografía
El municipio de Northampton se encuentra ubicado en las coordenadas 39°53′00″N 78°52′59″O / 39.88333, -78.88306.

## Demografía
Según la Oficina del Censo en 2000 los ingresos medios por hogar en la localidad eran de $29,519 y los ingresos medios por familia eran $34,000. Los hombres tenían unos ingresos medios de $28,833 frente a los $21,250 para las mujeres. La renta per cápita para la localidad era de $15,021. Alrededor del 10,2% de la población estaban por debajo del umbral de pobreza.